# Щёлковская
«Щё́лковская» — станция Московского метрополитена, восточная конечная Арбатско-Покровской линии. Расположена в районе Северное Измайлово (ВАО), часть выходов станции ведёт в район Гольяново (ВАО). Названа по проходящему рядом Щёлковскому шоссе. Открыта 22 июля 1963 года при продлении на север от станции «Первомайская». Колонная трёхпролётная станция мелкого заложения с одной островной платформой. Одна из самых загруженных станций Московского метрополитена: в 2021 году ею воспользовались 24,3 млн. человек, она стала второй по загруженности после станции Комсомольская Кольцевой линии. 
Станция является конечной на протяжении 62 лет.

## История
Трассировка Покровского радиуса от «Площади Революции» до «Измайловского парка» оставалась практически неизменной с начала проектирования до завершения строительства. В ранних проектах 1930-х годов Покровский радиус после станции «Измайловская» (ныне «Партизанская») должен был поворачивать на север вдоль берега Серебряно-Виноградного пруда и Никитинской улицы. В Гольянове, находящемся севернее Щёлковского шоссе и восточнее Окружной железной дороги, предполагалось разместить электродепо, которое собирались соединить наземной линией с также наземной станцией «Никитинская улица». Участок должен был проходить южнее Серебряно-Виноградного пруда, затем повернуть на север. В начале 1940-х годов депо было перенесено юго-восточнее пруда, где и было позднее построено. 5 ноября 1954 года Арбатско-Покровская линия была продлена до станции «Первомайская», которую разместили на территории электродепо. После открытия участка со станциями «Измайловский парк» и «Первомайская» 21 октября 1961 года была закрыта располагавшаяся в электродепо «Измайлово» станция «Первомайская».
Строительство метро осуществлялось открытым способом. «Щёлковская», открытая 22 июля 1963 года, стала 66-й станцией Московского метрополитена.

## Архитектура и оформление
Станция сооружена по типовому проекту. Конструкция станции — колонная трёхпролётная мелкого заложения (глубина заложения — 8 метров). В станционном зале два ряда по 40 железобетонных колонн. Шаг колонн — 4 метра. Расстояние между осями рядов колонн — 5,9 метра. Авторы проекта — И. Г. Таранов и Н. А. Быкова.
Станция «Щёлковская» была построена при Н. С. Хрущёве после выхода постановления 1955 года «Об устранении излишеств в проектировании и строительстве», поэтому она имеет скромное оформление. Колонны облицованы зеленоватым мрамором и белой керамической плиткой. Пол выложен серым гранитом. Путевые стены изначально были облицованы жёлтой (вверху) и чёрной (внизу) глазурованной керамической плиткой.
Облицовочная плитка со временем осыпа́лась от плохого качества работ и вибрации от поездов. На осы́павшиеся места клеили новую плитку. Часто цвет подбирали приблизительно, а иногда и вообще не подбирали. В результате путевые стены стали выглядеть неопрятно и требовали косметического ремонта. На «Щёлковской» решили не менять старую плитку на новую, как это было сделано на некоторых других «сороконожках». В 2002 году плитка была заменена виниловым сайдингом с сохранением цвета. Плитка в нижней части путевых стен была заменена на мрамор.

## Галерея
| - Зал станции - Название на путевой стене после замены плитки - Прибытие поезда «Русич» на станцию - Торец станции |

## Расположение и вестибюли
Расположена под 9-й Парковой улицей после станции «Первомайская». Конструкция типовая, без наземных вестибюлей. По подземным переходам осуществляется выход к Щёлковскому шоссе, на 9-ю Парковую и Уральскую улицы.
Южный вестибюль имеет обычную для таких станций планировку входов и выходов. Северный же, рядом с которым располагается Центральный автовокзал, получил два разных входа и выхода — направо и налево от касс — в два не связанных непосредственно друг с другом подземных перехода под Щёлковским шоссе. Перейти из одного подземного перехода в другой можно только прямо через кассовый вестибюль, а также по двум наземным регулируемым пешеходным переходам через Уральскую и 9-ю Парковую улицы.

## Путевое развитие
За станцией расположены 4 тупика, используемых также для отстоя составов (в том числе ночного).

## Происшествия
10 сентября 2017 года около 17:45 по московскому времени электропоезд модели «Русич» снёс стопорную призму в оборотном тупике за станцией «Щёлковская» и врезался в стену. Изначально в качестве одной из основных версий произошедшего рассматривалась техническая неисправность подвижного состава — поломка тормозов, однако в ходе дальнейшего расследования отказа техники обнаружено не было, причиной инцидента по предварительным данным стал человеческий фактор — кратковременная потеря управления машинистом. В результате происшествия никто не пострадал, было ненадолго приостановлено движение поездов на восточном радиусе Арбатско-Покровской линии.

## Перспективы
С 2018 года рассматривается продление Арбатско-Покровской линии за станцию «Щёлковская» в район «Гольяново».
- В конце апреля 2018 года стало известно, что линию продлят к 2025 году[12].
- В начале 2019 года стало известно, что работы планируют начать в 2022—2023 гг[13].
- В ноябре 2019 года было заявлено, что станцию «Гольяново» планируют открыть в 2023 году; длина перегона до станции составит 2,4 км[14].
- 18 мая 2021 года: Столичное правительство утвердило проект продления Арбатско-Покровской линии московского метро в район Гольяново, сообщает во вторник пресс-служба мэра и правительства Москвы. Соответствующее постановление подписал мэр города Сергей Собянин[15].; также отмечается, что после запуска станции Гольяново в эксплуатацию нагрузка на станцию «Щёлковская» снизится примерно на четверть[15].

## Станция в цифрах
- Код станции — 053[1].
- Глубина залегания станции — 8 метров.
- Высота над уровнем моря 155 м.
- Пикет ПК0155+35[7].
- По данным 1999 года, ежедневный пассажиропоток составлял 104 890 человек[16]. Согласно статистическому исследованию 2002 года, ежедневный пассажиропоток составлял: по входу — 105 500 человек, по выходу — 103 100 человек[17].
- Время открытия станции для входа пассажиров — 5 часов 52 минут (в нечётные дни) или 5 часов 35 минут (в чётные дни), время закрытия — в 1 час ночи[18].
- Таблица времени прохождения первого поезда через станцию[19]:

| По чётным числам                 | Будние дни | Выходные дни |
| По нечётным числам               | Будние дни | Выходные дни |
| В сторону станции «Первомайская» | 05:41:00   | 05:40:00     |
| В сторону станции «Первомайская» | 05:59:00   | 06:01:00     |

## Станция в культуре
Станция «Щёлковская» упоминается в постапокалиптическом романе Андрея Ерпылёва «Выход силой», входящем в серию «Вселенная Метро 2033». Согласно книге, станция входила в состав Первомайской республики, столицей которой была «Первомайская».

## Транспорт

### Автовокзал
Около станции находится Центральный Московский автовокзал, с которого осуществляются пригородные и междугородние перевозки.

### Наземный общественный транспорт

#### Городской
На этой станции можно пересесть на следующие маршруты городского пассажирского транспорта:
- Автобусы: м60, м60к, е66, 3, 68, 97, 133, 171, 223, 223к, 257, 619, 627, 627к, 645, 645п, 735, 760, 760к, т32, н3, н15

#### Областной
На этой же станции можно пересесть на областные автобусные маршруты:

102, 300, 320, 321, 335, 338, 349, 360, 361, 362, 371, 378, 380, 380к, 384, 395, 396, 396к, 429, 447, 447к, 485, 506к, 583к, 860, 889, 1015, 1222к, 1251к